# 1909 en Bretagne
 Chronologie de la Bretagne
- 1905
- 1906
- 1907
- 1908
- 1909
- 1910
- 1911
- 1912
- 1913

Cette page recense des événements qui se sont produits durant l'année 1909 en Bretagne.

## Société

### Naissance
- 2 janvier : Fred Orain, producteur[1]

- 24 février : Yves Morvan, dit Jean Marin, journaliste et écrivain[1]

- 7 mars : Louis Le Floch, dit Maodez Glanndour, prêtre, philosophe et poète en langue bretonne[1]

- 25 mars : Pierre Léaud, auteur, scénariste et dialoguiste[2]

- 14 juin : Georges Peuziat, coureur cycliste et champion de France en 1937[2]

- 26 juillet à Brest : Bernard Cornut-Gentille, homme politique français,  décédé le 21 janvier 1992 à Paris. Il est préfet, ambassadeur, ministre en 1958-1960, et député.

- 11 octobre : François Tanguy-Prigent, agriculteur et homme politique[2]

### Décès
- 14 janvier : Marguerite Philippe, conteuse bretonnante[1].

## Culture

### Langue bretonne
- Publication de La Langue bretonne de François Vallée[2].

### Musique
- Publication de Quatorze mélodies celtiques de Louis-Albert Bourgault-Ducoudray[2].

## Infrastructures

### Constructions
- Fin de la construction de l'hôtel de préfecture du Finistère à Quimper[3]..

### Protections
- Les vestiges des anciens remparts de Quimper sont classés monument historique[3].

### Biographie
- Stéphane Guihéneuf, Chronologie de Bretagne : Des origines à nos jours, Ouest-France, 2003, 413 p. (ISBN 978-2737332296)